# Aderonke Kale
Aderonke Kale (31 tháng 7 năm 1939 – 8 tháng 11 năm 2023) là một bác sĩ tâm thần quân đội Nigeria, người đã trở thành nữ tướng quân đầu tiên trong Quân đội Nigeria. Cô vươn lên chỉ huy Quân đoàn Y tế Nigeria.

## Sự nghiệp
Aderonke Kale là một bác sĩ tâm thần học và là một người Yoruba. Cô là một đại tá và phó chỉ huy của Quân đội Y tế Nigeria vào năm 1990. Sau đó, cô được thăng cấp bậc thiếu tướng và sau đó trở thành nữ tướng đầu tiên ở Tây Phi.
Kale được thăng cấp thiếu tướng năm 1994 và trở thành người phụ nữ Nigeria đầu tiên đạt được thứ hạng đó. Cô cũng là nữ thiếu tướng đầu tiên ở Tây Phi. Vai trò của cô ban đầu là bác sĩ phẫu thuật trưởng cho quân đội. Kale sau đó trở thành giám đốc của toàn bộ Quân đoàn Nigeria và sau đó là Giám đốc Y tế cho đến năm 1996. Cô đã nghỉ hưu năm 1997.
Kale có một con trai vào năm 1975, Yemi Kale, người đã trở thành tướng thống kê của Nigeria. Cô đã cung cấp đất để thành lập Nhà thờ Baptist Bodija-Ashi ở Ibadan.
Bà qua đời ở tuổi 84 vào ngày 8 tháng 11 năm 2023, cái chết của bà được thông báo sau đó vào ngày 10 tháng 11.